# 庚寅銘大刀

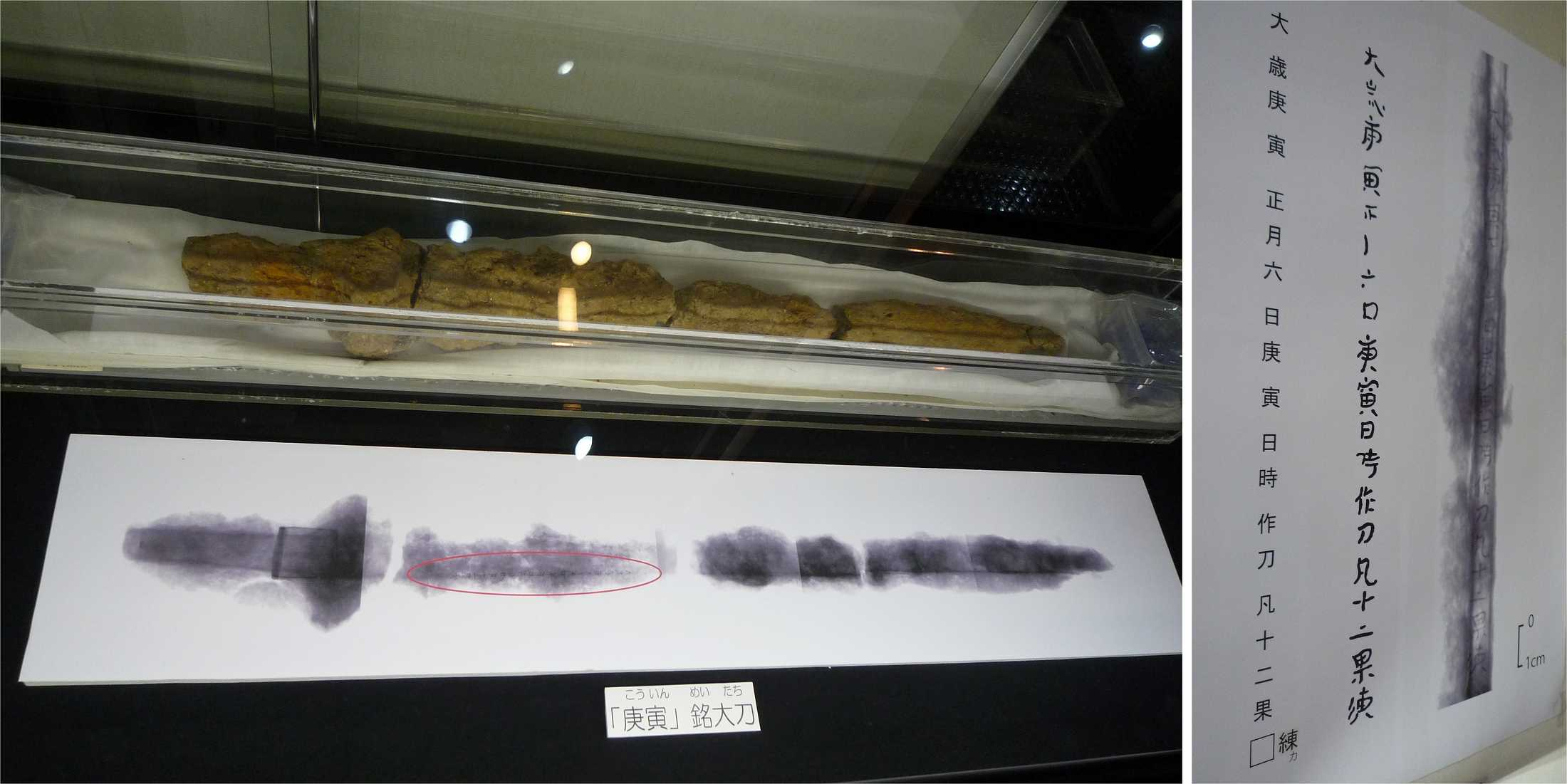
庚寅銘大刀（2011年10月9日撮影）

庚寅銘大刀（こういんめいたち）は、福岡県福岡市西区大字元岡に所在する元岡古墳群G-6号墳から出土した金象嵌の銘文を持つ6世紀の鉄刀（直刀・大刀）。2019年（令和元年）7月23日に重要文化財に指定された。指定名称は金錯銘大刀（きんさくめいたち）。

## 概要
庚寅銘大刀は、2011年（平成23年）に福岡県福岡市西区の元岡・桑原遺跡群にある元岡G-6号墳の石室から出土した。9月7日に取り上げが行われ、即日透過X線撮影を行ったところ大刀の背に銘文がある事が分かった。銘文は年号が含まれる紀年銘で、これにより570年の製作であることが明らかになった。古墳から金象嵌の銘文を有する鉄刀または鉄剣が出土するのは、東大寺山古墳・稲荷山古墳に続いて3例目。伝世品の七支刀を含めると4例目である。
大刀は直刀で、大きく4つに折れていたが全長は74.5 cm、刀身の長さは65.0 cm、身幅ははばき付近で3.0 cm。切先はわずかに欠損しているが、直線的と推測される。茎に目釘が残り、柄の部分にはばきも付いている。はばきは青銅製で、幅3.3 cm、長さ3.3 cm。これに接して長径3.4 cm、短径2.1 cm、厚さ0.5 cmの喰出鍔が付く。また、大刀周囲から鞘口金具と考えられる金銅片が発見されている。鞘口金具は長さ4.2 cmで、片面の一端に幅1 cm、深さ0.5 cmの半円形。把頭は失われているが、調査を行った豊島直博は年代観から圭頭大刀の可能性が高いと推測している。また、刀の背に近い位置で鞘と思われる木質小片が確認された。
製作地については確定できておらず、豊島直博は百済製、齋藤大輔は大陸あるいは朝鮮半島製、坂上康俊は朝鮮半島あるいはヤマト王権の管理する工房などとしている。

## 銘文

### 内容
銘文は19文字で、刀の背の柄金具から少し上の位置に記される。文字の大きさは約5 mm四方で、あたかも筆で書いたかのような楷書体で記される。
銘文について東野治之は、三寅剣ないし四寅剣であることを示すという説を唱えている。三（四）寅剣とは、「寅」が並ぶ条件下で作刀すると呪力をもつ霊剣になるという道教信仰に基づく刀である。三（四）寅剣は、古くは1世紀頃に後漢に製作され、15世紀から18世紀ごろまで中国・朝鮮半島で製作され続けた。日本では飛鳥から奈良時代ごろまでの製作と推定されている長野県小海町の三寅剣が最古例であったが、西山要一は、本大刀はそれを200年余り遡らせたとしている。

### 暦
記されている暦は、元嘉暦である。元嘉暦は中国では梁の武帝代の509年に廃止されたが、百済では660年まで使用されていたと考えられる。日本では『日本書紀』欽明天皇14年条（553年）に百済から来た暦博士の交替があった事が記されており、これ以前から持統天皇4年（690年）まで元嘉暦が使用されていたと考えられている。
坂上による調査で、庚寅年に1月6日が庚寅日となるのは570年のみであることが判明し、製作年代が確定した。なお、この大刀が国内産であった場合、国内最古の暦の使用となる。

### 技法
象嵌線は蹴り彫りによって掘り込まれ、象嵌に用いられた金は純度はほぼ純金といえる約92%である。なお嵌めこむ金属について、撚りをかけた金属線とする見解もある。
金の一部は剥落していたが、大刀を厚く包んでいた土に遺存していなかったため副葬された時にはすでに剥落していたと考えられる。上角智希は、剥落を根拠に本大刀が副葬されるまで半世紀余り伝世されていた可能性を指摘している。

## 元岡G-6号墳
遺跡の地域は志麻郡に比定されるが、7世紀ごろの志麻郡は朝鮮半島の勢力との間での軍事行動における要地であり、交通の要衝でもあった。
元岡G群と名付けられたエリアには、6つの古墳が群集する。その中のG-6号墳は、後世の開発により地山付近まで削平されて墳丘がほとんど残存せず、そのため調査開始時には古墳の存在が想定されていなかったが、地表に露出していた石材の性格を調べるためトレンチ調査を行ったところ、石材が石室の天井石や壁石であることが判明して発見された。墳丘は判断しがたいが、不整形な円墳で直径は18 mと推測される。
石室は両袖単室の横穴式石室で、平面は北壁幅1.68 m、南壁幅2.39 m、東壁幅2.50 m、西壁幅2.41 mの台形状。石室内部は厚く土が堆積し、炭化物を含むことから中世に石室内で焚火などが繰り返し行われたと考えられる。玄室内に堆積した土から本大刀のほか玉類・須恵器・耳環・馬具などの鉄器、閉塞部から青銅製の鈴が出土した。石室内から出土した須恵器から、築造は7世紀初頭で7世紀第1四半期後半から第2四半期前半まで追葬が行われたと推測される。また周囲から出土した須恵器から7世紀後半まで墓前祭祀が行われていたと考えられる。耳環の出土状況から被葬者は5名と推測されている。
被葬者は、本大刀や共伴する出土品から、ヤマト王権中枢部および東アジア諸国との交通の結節点に君臨した人物と推測される。坂上は、『日本書紀』欽明天皇条に記される「15年（554年）に百済の聖明王が新羅軍に敗れて殺され、これを倭国に伝達した恵皇子が父の仇を討つために帰国することを希望したため、17年に天皇が武器を与えて筑紫国の船乗りを従えて帰国させた」という内容を絡めて推測し、これに帯同した筑紫火君の後継者を被葬者としている。
なおG-6号墳は、本大刀の発見により開発計画が見直され、埋め戻し保存されている。